# Nokia 6103

Nokia 6103 este produsă de compania Nokia.Telefonul oferă o autonomie bună a bateriei.
Ca dotări principale are Bluetooth, Infraroșu, EDGE, cameră și radio FM.

## Caracteristici
Nokia 6103 este un telefon GSM 850/900/1800. Ca conectivitate fără fir are Bluetooth ,Infraroșu cu cablu are USB.
Are o memorie internă de numai 4.4 MB și sprijină MP3.
La capitolul mesaje telefonul Nokia are SMS, MMS, e-mail (IMAP 4, POP 3, SMTP) și mesaje audio.
Camera este de 0.3 megapixeli.